# Nikon F50

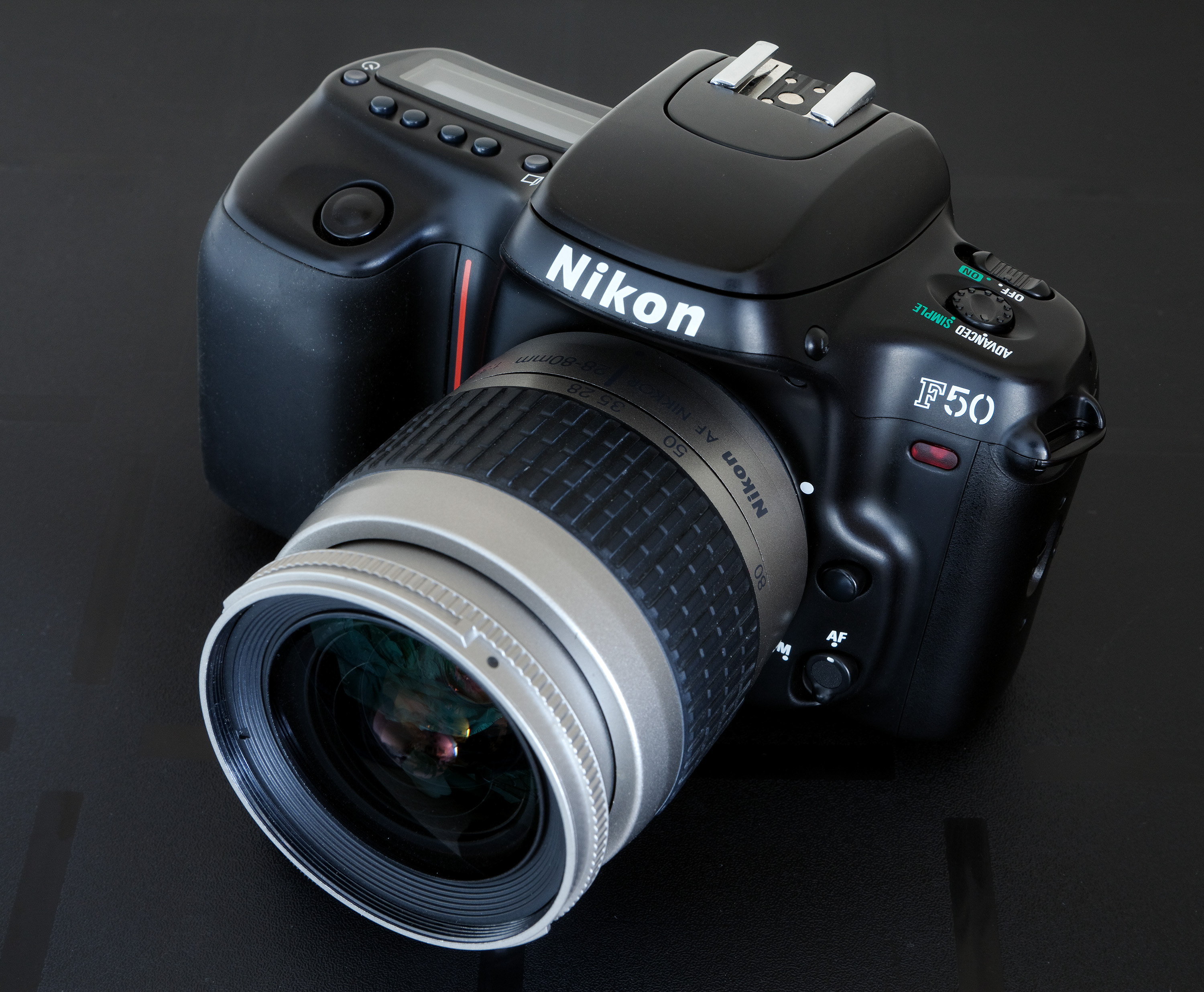
Nikon F50 con lente Nikkor 28-80mm f/3.3-5.6G

La Nikon F-50 es una cámara fotográfica réflex de uso doméstico creada por la Nikon en 1994.
La cámara posee comandos manuales y digitales, así un display interno para controlar el tamaño del diafragma, la velocidad de disparo y la cantidad de luz. Está construida con un flash incorporado retráctil. Tiene velocidades de obturación de 1/2000 a 30 s y TIME.
Fue reemplazada por la Nikon F60, del mismo precio, en 1998.